# Paraphisis listeri
Paraphisis listeri är en insektsart som först beskrevs av Kirby, W.F. 1888.  Paraphisis listeri ingår i släktet Paraphisis och familjen vårtbitare. Inga underarter finns listade i Catalogue of Life.